# Cascada Covătari
Cascada Covătari sau cascada Runcu cum mai este cunoscută în zonă, se află în județul Maramureș, în zona munțiilor Gutâi, în bazinul hidrografic al râului Săpânța, pe cursul pârâului Runcu, un afluent de partea dreaptă. Cascada a fost formată în sectorul de defileu, zonă în care apa cade printr-o strungă înaltă de aproximativ 20 de metri. Cascada are un debit bogat și constant și coboară printr-un culoar format în stânci de andezit. Poate fi admirată atât de sus cât și de la baza ei.
Accesul la cascadă se face din satul Săpânța, cu mașina doar până într-un anumit punct, apoi cca. 8 km pe un traseu turistic marcat cu bandă roșie, dar și dinspre Cheile Tătarului sau dinspre Cabana Agriș.

## Legături externe
- en Cascada Covatari - photo